# Sport Club Genus de Porto Velho
Il Sport Club Genus de Porto Velho, noto anche semplicemente come Genus, è una società calcistica brasiliana con sede nella città di Porto Velho, capitale dello stato della Rondônia.

## Storia
Il Sport Club Genus de Porto Velho è stato fondato il 15 novembre 1981 con il nome di Sport Club Genus Rondoniense. Il Genus ha partecipato al Campeonato Brasileiro Série C nel 2001, e al Campeonato Brasileiro Série D nel 2009, dove è stato eliminato alla seconda fase dal São Raimundo-PA. Il club ha cambiato nome in Sport Club Genus de Porto Velho nel 2006.

## Palmarès

### Competizioni statali
- Campionato Rondoniense: 1

2015

### Altri piazzamenti
- Copa Norte:

Semifinalista: 2001